# Newark Museum of Art

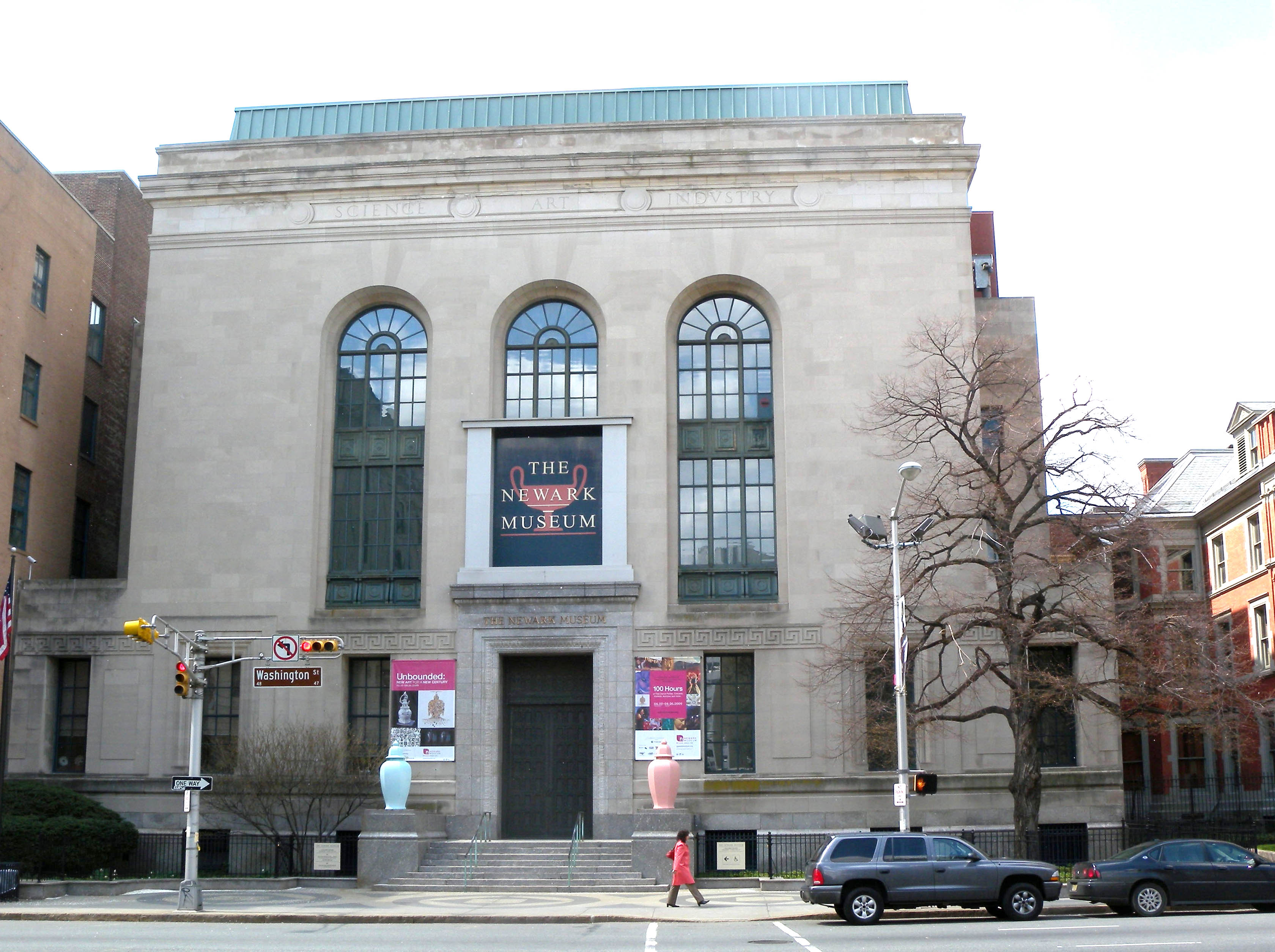
Newark Museum

Das Newark Museum of Art ist das größte Kunstmuseum in New Jersey, USA. Es beherbergt bedeutende Sammlungen amerikanischer Kunst, dekorativer Kunst, zeitgenössischer Kunst sowie asiatischer, afrikanischer, amerikanischer und antiker Kunst.

## Geschichte

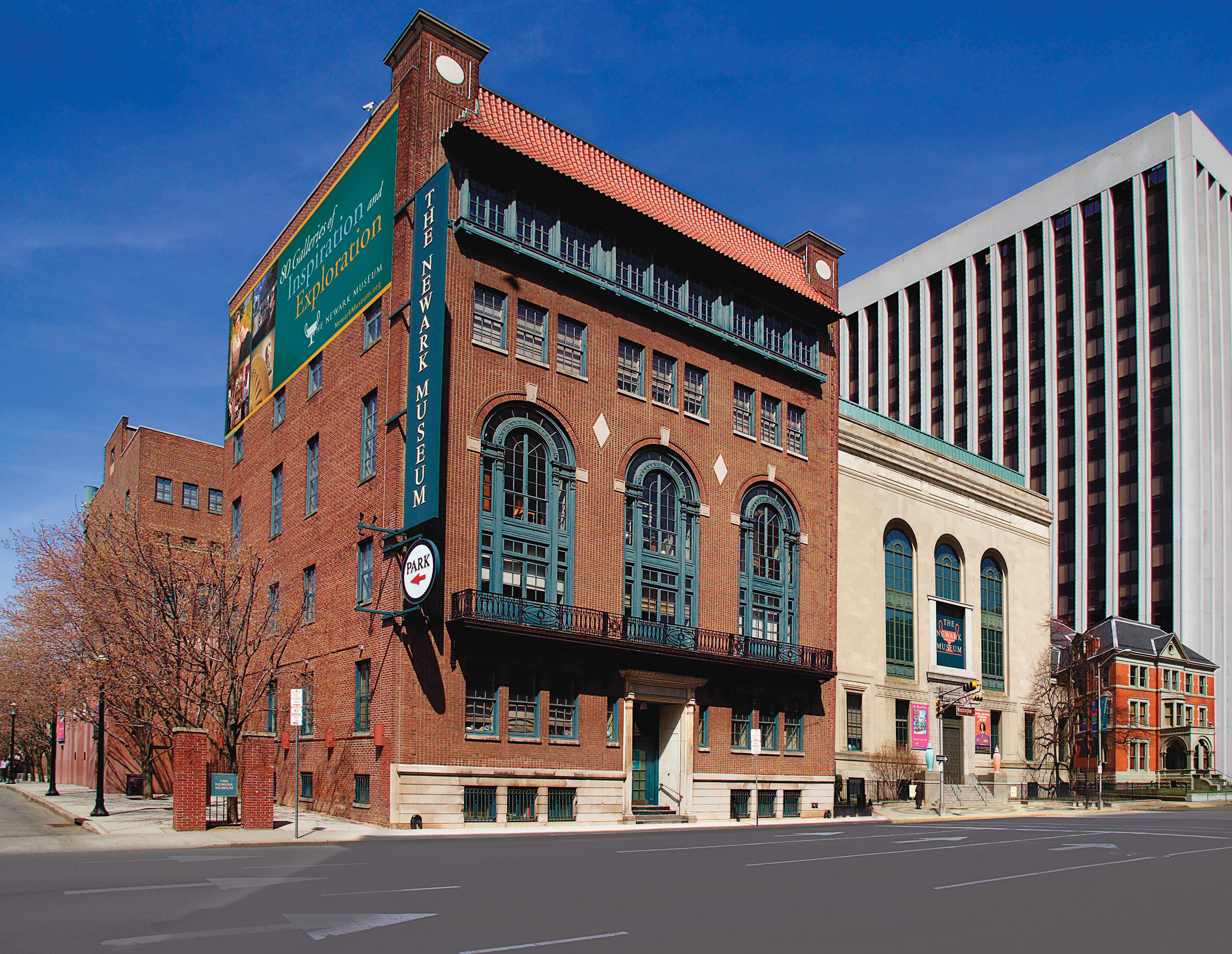
Newark Museum. Gebäude von 1926

Das Museum wurde 1909 gegründet und feierte 2009 sein 100-jähriges Bestehen. Das ursprüngliche Museumsgebäude wurde 1926 vom Architekten Jarvis Hunt entworfen. Das Bauprojekt wurde von Louis Bamberger, einem der Treuhänder des Museums, finanziert. Ein bemerkenswertes Gebäude des Museums ist das Ballantine House, ein dreistöckiges Haus mit 27 Zimmern, das 1885 fertiggestellt wurde. Es wurde von Jeannette und John Ballantine in Auftrag gegeben und von dem Architekten George Edward Harney entworfen. Das Haus ist ein Beispiel der spätviktorianischen Architektur und wurde 1985 zum National Historic Landmark erklärt.

## Sammlung
Das Newark Museum of Art in Newark, New Jersey, beherbergt eine vielfältige Sammlung von Kunstwerken aus verschiedenen Kulturen und Epochen.

### Amerikanische Kunst
Die Sammlung amerikanischer Kunst umfasst über 12.000 Werke vom 18. Jahrhundert bis zur Gegenwart. Hervorzuheben sind Werke von Künstlern wie Georgia O’Keeffe, deren Gemälde White Flower on Red Earth, No.1 (1943) Teil der Sammlung ist. Ebenso bedeutend ist Joseph Stellas monumentales Werk Voice of the City of New York Interpreted (1920–1922), das als Meilenstein der amerikanischen Moderne gilt.

### Kunst der Amerikas
Diese Sammlung umfasst über 4500 Werke aus Süd-, Mittel- und Nordamerika von der präkolumbischen Zeit bis zur Gegenwart. Ein besonderer Schwerpunkt liegt auf der indigenen Kunst Nordamerikas mit herausragenden modernen und zeitgenössischen Werken von Pueblo-Töpferinnen wie Elizabeth Naranjo und Margaret Tafoya sowie Textilkünstlerinnen wie Ramona Sakiestewa und Juanita Tsosie.

### Tibetische Kunst
Das Museum beherbergt eine der bedeutendsten Sammlungen tibetischer Kunst in der westlichen Hemisphäre mit über 5500 Objekten, darunter Gemälde, Skulpturen, Ritualgegenstände und Textilien. Ein Höhepunkt ist der buddhistische Altar, der 1990 vom 14. Dalai Lama geweiht wurde.

### Kunsthandwerk
Die Abteilung Kunsthandwerk zeigt eine Vielzahl von Objekten, die die Entwicklung von Design und Kunsthandwerk veranschaulichen. Ein herausragendes Beispiel ist die Black Iris Vase der Rookwood Pottery aus dem Jahr 1909.

### Kunst Afrikas und Asiens
Das Museum verfügt über umfangreiche Sammlungen afrikanischer und asiatischer Kunst, die die kulturelle Vielfalt dieser Kontinente widerspiegeln. Die Sammlungen umfassen sowohl traditionelle als auch zeitgenössische Werke und bieten einen Einblick in die reichen künstlerischen Traditionen Afrikas und Asiens.